# اتفاق اسلام
اتفاق اسلام نام تنها روزنامه دولتی صبح هرات است.

## پیشینه
اتفاق اسلام از معدود روزنامه‌های افغانستان است که از اول سنبله (شهریور) ۱۲۹۹ در شهر هرات، تا به امروز بدون وقفه منتشر شده است.